# Distribuție (farmacologie)
Distribuția este etapa farmacocinetică ce urmează dupa absorbție, se desfășoară la nivelul țesuturilor , cuprinzînd 4 etape:
- Transportul în sînge
- Difuziunea  în țesuturi
- Distribuirea propriu zisă
- Fixarea în țesuturi